# 棄市
弃市是中國古代死刑后尸体处理办法的一种。犯人在人较为集中的地方（例如闹市）被处死，犯人被處死後其屍体暴露在街头示眾。弃市在秦、汉、魏、晋時期比較流行，南朝宋、齐、梁、陈及北朝魏時期弃市依然是法定刑罰，北齐、北周及隋唐以后雖然沒有將弃市寫入法律，但隋唐两代時依然有弃市。各個朝代犯人弃市時他們的處決方法並不一样，秦时为腰斬，汉代为斬首，魏晋至隋唐時期绞刑較多。